# 警備隊区
警備隊区（けいびたいく）は、1888年（明治21年）から1920年（大正9年）まで、大日本帝国陸軍が設けた管区の類型の一つである。主な離島防衛のため、対馬、小笠原、佐渡、隠岐、大島、五島、沖縄の警備隊管轄地（予定地）に設定された。区域内の徴兵・召集に関する事務、区域内に所在する予備・後備将校及び相当官の異動等届出などを所掌した。各警備隊区の名称は地名を冠した名称で、対馬のみ警備隊区司令部を有した。

## 沿革
1886年（明治19年）12月1日、「警備隊条例」が公布され、まず対馬警備隊が設置され、順次、小笠原、佐渡、隠岐、大島、沖縄に警備隊を設けることとなった。1888年（明治21年）5月14日に公布された「陸軍管区表」（明治21年勅令第32号）により、各警備隊所在地（予定地、五島を含む）に警備隊区が設置された。しかし、対馬警備隊以外の警備隊は沖縄を除いて設置されず、警備隊未設置の警備隊区の業務は関係大隊区が担った（「陸軍管区表」備考）。
1889年（明治22年）12月30日に公布された 「警備隊区司令部条例」（明治22年勅令第142号）により対馬警備隊区司令部が設置され、対馬警備隊区司令官は警備隊司令官が兼務した。
1896年（明治29年）4月1日、「警備隊司令部条例」（明治29年3月26日勅令第55号）により対馬警備隊区司令部が廃止され、その業務を対馬警備隊司令部が引継いだ。
1898年（明治31年）4月1日、沖縄警備隊司令部は「沖縄警備隊司令部条例」（明治31年3月8日勅令第36号）により設置され、警備隊区の業務を担った。
1903年（明治36年）5月1日、対馬警備隊司令部は「対馬警備隊司令部条例」（明治36年4月15日勅令第80号）により設置となり、引き続き警備隊区の業務を担った。
1907年（明治40年）10月1日、陸軍管区表が改正（明治40年9月17日軍令陸第3号）され、小笠原島、佐渡、隠岐、大島、五島の各警備隊区が廃止された。
1918年（大正7年）6月1日、沖縄警備隊が廃止（大正7年5月29日軍令陸第15号）され、同日、沖縄連隊区が陸軍管区表の改正（大正7年5月29日軍令陸第16号）により設置された。
1920年（大正9年）8月9日、対馬警備隊が廃止（大正9年8月7日軍令陸第8号）となり、同年8月10日に陸軍管区表から警備隊区の欄も除かれ（大正9年8月7日軍令陸第10号）、警備隊区は廃止された。

## 各警備隊区の概要

### 対馬警備隊区
1888年5月に設置され、「陸軍管区表」（明治21年勅令第32号）により第6師管第12旅管に属し、次のとおり管轄区域が定められ、その区域は廃止となるまで変更はなかった。
- 長崎県

上県郡・下県郡
所属の師管及び旅管は次のように変遷した。
- 1896年4月1日　第6師管（旅管廃止。改正「陸軍管区表」明治29年勅令第24号）
- 1903年2月14日　第12師管（改正「陸軍管区表」明治36年勅令第13号）

1920年に廃止となり、その旧管轄区域は陸軍管区表の改正（大正9年軍令陸第10号）により福岡連隊区に編入された。

### 小笠原島警備隊区
1888年5月に設置され、「陸軍管区表」（明治21年勅令第32号）により第1師管第1旅管に属し、次のとおり管轄区域が定められ、その区域は廃止となるまで変更はなかった。
- 東京府

小笠原島
小笠原島警備隊は設置されず、警備隊区の業務は麻布大隊区が担当し（「陸軍管区表」欄外記載事項、明治21年勅令第32号）、1896年4月1日に大隊区が連隊区となった以降は、麻布連隊区が業務を担った（改正「陸軍管区表」備考1、明治29年勅令第24号）。
所属の師管及び旅管は次のように変遷した。
- 1896年4月1日　第1師管（旅管廃止。改正「陸軍管区表」明治29年勅令第24号）
- 1903年2月14日　第1師管第1旅管（旅管復活。改正「陸軍管区表」明治36年勅令第13号）

1907年に廃止となり、その旧管轄区域は陸軍管区表の改正（明治40年軍令陸第3号）により麻布連隊区に編入された。

### 佐渡警備隊区
1888年5月に設置され、「陸軍管区表」（明治21年勅令第32号）により第2師管第3旅管に属し、次のとおり管轄区域が定められた。その後、郡の統合により1897年4月1日、管轄区域は佐渡郡のみとなった（改正「陸軍管区表」明治29年勅令第381号）。
- 新潟県

雑太郡・羽茂郡・加茂郡
佐渡警備隊は設置されず、警備隊区の業務は柏崎大隊区が担当し（「陸軍管区表」欄外記載事項、明治21年勅令第32号）、1896年4月1日に大隊区が連隊区となった以降は、柏崎連隊区が業務を担った（改正「陸軍管区表」備考1、明治29年勅令第24号）。
所属の師管及び旅管は次のように変遷した。
- 1896年4月1日　第2師管（旅管廃止。改正「陸軍管区表」明治29年勅令第24号）
- 1903年2月14日　第2師管第15旅管（旅管復活。改正「陸軍管区表」明治36年勅令第13号）

1907年に廃止となり、その旧管轄区域は陸軍管区表の改正（明治40年軍令陸第3号）により新発田連隊区に編入された。

### 隠岐警備隊区
1888年5月に設置され、「陸軍管区表」（明治21年勅令第32号）により第5師管第9旅管に属し、次のとおり管轄区域が定められ、その区域は廃止となるまで変更はなかった。
- 島根県

周吉郡・穏地郡・海士郡・知夫郡
隠岐警備隊は設置されず、警備隊区の業務は松江大隊区が担当し（「陸軍管区表」欄外記載事項、明治21年勅令第32号）、1896年4月1日に大隊区が連隊区となった以降は、浜田連隊区が業務を担った（改正「陸軍管区表」備考1、明治29年勅令第24号）。
所属の師管及び旅管は次のように変遷した。
- 1896年4月1日　第5師管（旅管廃止。改正「陸軍管区表」明治29年勅令第24号）
- 1903年2月14日　第5師管第21旅管（旅管復活。改正「陸軍管区表」明治36年勅令第13号）

1907年に廃止となり、その旧管轄区域は陸軍管区表の改正（明治40年軍令陸第3号）により松江連隊区に編入された。

### 大島警備隊区
1888年5月に設置され、「陸軍管区表」（明治21年勅令第32号）により第6師管第11旅管に属し、次のとおり管轄区域が定められた。その後、郡の統合により1897年4月1日、管轄区域は大島郡、熊毛郡の2郡となった（改正「陸軍管区表」明治29年勅令第381号）。
- 鹿児島県

大島郡・熊毛郡・馭謨郡
大島警備隊は設置されず、警備隊区の業務は鹿児島大隊区が担当し（「陸軍管区表」欄外記載事項、明治21年勅令第32号）、1896年4月1日に大隊区が連隊区となった以降は、鹿児島連隊区が業務を担った（改正「陸軍管区表」備考1、明治29年勅令第24号）。
所属の師管及び旅管は次のように変遷した。
- 1896年4月1日　第6師管（旅管廃止。改正「陸軍管区表」明治29年勅令第24号）
- 1903年2月14日　第6師管第11旅管（旅管復活。改正「陸軍管区表」明治36年勅令第13号）

1907年に廃止となり、その旧管轄区域は陸軍管区表の改正（明治40年軍令陸第3号）により鹿児島連隊区に編入された。

### 五島警備隊区
1888年5月に設置され、「陸軍管区表」（明治21年勅令第32号）により第6師管第12旅管に属し、次のとおり管轄区域が定められ、その区域は廃止となるまで変更はなかった。
- 長崎県

南松浦郡
五島警備隊は設置されず、警備隊区の業務は長崎大隊区が担当し（「陸軍管区表」欄外記載事項、明治21年勅令第32号）、1896年4月1日に大隊区が連隊区となった以降は、大村連隊区が業務を担った（改正「陸軍管区表」備考1、明治29年勅令第24号）。
所属の師管及び旅管は次のように変遷した。
- 1896年4月1日　第6師管（旅管廃止。改正「陸軍管区表」明治29年勅令第24号）
- 1903年2月14日　第12師管第23旅管（旅管復活。改正「陸軍管区表」明治36年勅令第13号）

1907年に廃止となり、その旧管轄区域は陸軍管区表の改正（明治40年軍令陸第3号）により大村連隊区に編入された。